# Allium bornmuelleri
Allium bornmuelleri — вид рослин з родини амарилісових (Amaryllidaceae); поширений у Греції й Македонії.

## Поширення
Поширений у Греції та Македонії.
В основному зростає в місцях з підвищеною атмосферною вологістю, холодною зимою та м'яким літом.